# Mluweh
Mluweh is een bestuurslaag in het regentschap Semarang van de provincie Midden-Java, Indonesië. Mluweh telt 3908 inwoners (volkstelling 2010).